# Henri Estienne, o Jovem
Henri Estienne, o Jovem (1528-1598), chamado de O Grande, (* Paris, 1528 † Lyon, 18 de Março de 1598) foi impressor, filólogo, helenista e humanista francês, filho de Robert Estienne (1503–1559) e neto de Henri Estienne, o Velho (1470-1520)

## Obras
- Ciceronianum Lexicon græco-latinum", id est, Lexicon ex variis græcorum scriptorum locis a Cicérone interpretatis collectum, 1557, Paris, 8°. Reimpresso em Turim, 1745, in-8°.
- In Ciceronis quamplurimos locos castigationes, Paris, 1557, in-8°.
- Admonitio de abusu litiguœ græcæ in quibusdam vocibus quas latina usurpat, 1565, 8°.[1]
- Fragmenta poetarum veterum latinorum, quorum opera non extant, 1564, 8°.
- Dictionarium medicum vel Expositiones vocum medicinalium ad verbum excerptae ex Hippocrate, Aretaeo, Galeno, Oribasio, Rufo Ephesio, Aetio, Alex. Tralliano, Paulo Aegineta, Actuario, Corn publicado em Genebra em 1564.
- Introduction au Traité de la conformité des merveilles anciennes avec les modernes, ou Traité préparatif à l'apologie pour Hérodote, Genebra, novembro de 1566, 572 páginas.Por causa desta obra, Henri Estienne foi queimado em efígie na Place de Grève)[2]
- Artis medicae principes, 1567.
- Traité de la conformité du langage français avec le grec, 8°. Segunda edição: Paris, 1569, 8°.
- Artis typographicæ querimonia de illitteratis quibusdam typographis, 1569, 4°.[3]
- Epistola qua ad militas multorum amicorum respondet de suæ typographie statu, nominatimque desuo Thesauro linguæ græcæ, 1569, 8°;[4]
- Comicorum græcorum sententiæ, idest, gnomæ Latinis versibus ab Henr. Steph. redditæ (...)", 24° ;
- Epigrammata græca selecta ex Anthologia interpretata ad verbum et carmine, 1570, 8° ;
- Thesaurus græcæ linguæ, 1572, 4 vol. f°. (online). Impressa conjuntamente com: Glossaria duo e situ vetustalis eruta, ad utriusque linguce cognitionem et locupletationem perutilia, f°.[5]
- Virtutum encomia, sive gnomes de virtutibus, etc. 1575, 12°.
- Francofordiense emporium, sive francofordienses nundinæ, 1574, 8°.
- Discours merveilleux de la vie et départements de la reine Catarina de Médici, 1575, 8°.[6]
- De latinitate falso suspecta expostulatio, necnon de Plauti latinitate dissertatio, 1576, 8°.[7]
- Pseudo-Cicero, dialogus, in quo de multis ad Ciceronis sermonem pertinentibus, de delectu editionum ejus et cautione in eo legendo, 1577, 8°.
- Schediasmatum variorum, id est, observationum, emendationum, expositionum, disquisitionum, libri tres, 1578, 8°.[8]
- Nizolio-Didascalus sive monitor Ciceronianorum Nizolianorum dialogus, 1578, 8° ;
- Deux dialogues du nouveau français italianisé et autrement déguisé entre les courtisans de ce temps, 8°;[9]
- Projet de livre intitulé de la précellence du langage français, Paris, 1579, 8°.
- Paralipomena grammaticarum græcæ linguæ institutionum, 1581, 8°.
- Hypomneses de gallica lingua, peregrinis eam discentibus necessaria ; quædam vero ipsis Gallis multum profutura, 1582, 8°.[10]
- De criticis veteribus græcis et latinis, eorumque variis apud poetas potissimum reprehensionibus dissertatio, 1587, 4°.
- Les prémices, ou le premier livre des proverbes épigrammatisés, ou des épigrammes proverbiales rangées en lieux communs, 1594 , 8°.
- De Lipsii latinitate palæstra ; Frankfurt, 1595, 8°.